# Säl (naturreservat)
Säl är ett naturreservat belägen nordväst om bebyggelsen Säl i Gagnefs kommun i Dalarnas län.
Området är naturskyddat sedan 2006 och är 22 hektar stort. Reservatet omfattar en granskog belägen i nedre delen av en sluttning.